# Kap Walløe
Kap Walløe är en udde i Grönland (Kungariket Danmark).   Den ligger i kommunen Kujalleq, i den södra delen av Grönland, 600 km sydost om huvudstaden Nuuk.
Terrängen inåt land är kuperad. Havet är nära Kap Walløe åt sydost.  Det finns inga samhällen i närheten. 